# Hosty
Hosty település Csehországban, a České Budějovice-i járásban. Hosty Chrášťany, Albrechtice nad Vltavou, Všemyslice és Týn nad Vltavou településekkel határos. Lakosainak száma 170 fő (2024. január 1.).

## Népesség
A település lakosságának változását az alábbi diagram mutatja:
| Lakosok száma | 453  | 512  | 531  | 319  | 224  | 159  | 161  | 160  | 161  | 170  |
|               | 1869 | 1890 | 1921 | 1950 | 1980 | 2001 | 2017 | 2019 | 2022 | 2024 |